# Wolfgang Pohle

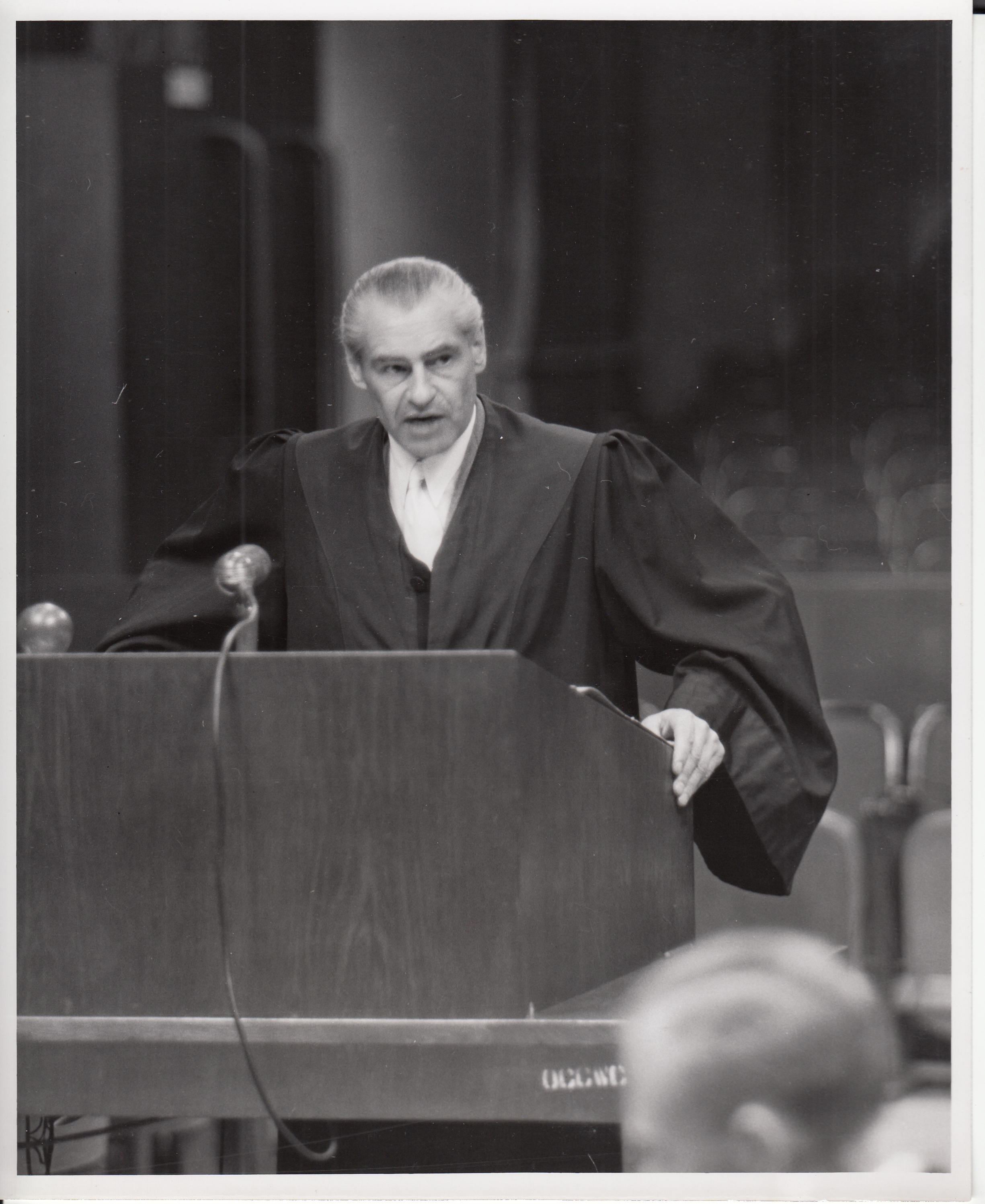
Wolfgang Pohle als Verteidiger in Nürnberg

Wolfgang Pohle (* 28. November 1903 in Erfurt; † 27. August 1971 in München) war ein deutscher Wirtschaftsjurist, Industrieller und Politiker der CDU, später der CSU.

## Leben
Pohle studierte Rechtswissenschaften an den Universitäten in Göttingen, dort war er Mitglied im Corps Hannovera Göttingen, sowie in Leipzig und in Heidelberg. 1925 promovierte er zum Dr. jur. und wurde Referendar, später Assessor in Erfurt. Pohle begann seine Tätigkeit in den Spitzenverbänden des Ruhrbergbaus und wurde 1940 Chefjustitiar, später Generalbevollmächtigter und 1954–59 Vorstandsmitglied der Mannesmann AG. Ab 1959 war er Generalbevollmächtigter der Friedrich Flick KG und ab 1965 deren persönlich haftender Gesellschafter.
Als Anwalt verteidigte er 1946–48 deutsche Industrielle bei den Nürnberger Folge-Prozessen:  beim Krupp-Prozess war Friedrich von Bülow sein Mandant, er war Verteidiger im Flick-Prozess und vertrat Hermann Reusch als Zeugen beim I.G.-Farben-Prozess.
Pohle war verheiratet mit Ingeborg Kölle, ihre gemeinsame Tochter war die Fotografin Karin Székessy.

## Partei
Pohle trat zum 1. Mai 1933 in die NSDAP ein (Mitgliedsnummer 2.915.076). Nach dem Krieg war Pohle ursprünglich Mitglied der CDU. Nach seinem Umzug nach Bayern trat er zur CSU über. Er war Schatzmeister der CSU.

## Abgeordneter
Pohle gehörte insgesamt 10 Jahre lang dem Deutschen Bundestag von 1953 bis 1957 und von 1965 bis zu seinem Tode 1971 an. Von 1969 an vertrat er den Landkreis Kempten (Allgäu) im Parlament. Sein Spezialgebiet war die Haushalts- und Finanzpolitik. Von 1965 bis zu seinem Tode leitete er den Arbeitskreis Haushalt, Steuern und Finanzen der CDU/CSU-Bundestagsfraktion.
Vom 10. Dezember 1953 bis zum 29. Oktober 1957 war er auch Mitglied des Europaparlaments.

## Auszeichnungen
Pohle war seit 1968 Träger des Großen Bundesverdienstkreuzes mit Stern. Er war weiter Träger des Bayerischen Verdienstordens, des Komturkreuzes des Verdienstordens der Italienischen Republik, des Großkreuzes des Ordens Cisnero (Spanien) und des Großkreuzes almerito mit Schulterband und Stern des Ritterordens vom Heiligen Grabe zu Jerusalem.

## Schriften
- mit Werner Mansfeld: Kommentar zum Reichsknappschaftsgesetz. 1931.